# Mordentado
El mordentado puede hacer referencia a algún proceso físico o químico como los siguientes:
- Proceso de preparación del mordiente que se utiliza para la fijación de un colorante sobre una tela o fibra.

- Proceso de limpieza de superficies, en la mayoría de los casos metal, por abrasión de capas de óxido superficiales o capas pasivas. Mordentados se hacen por inmersión en soluciones ácidas o alcalinas o por medio de tratamientos de plasma-ionización (Plasma-mordentado) con un gas de proceso adecuado. Ejemplos de aplicaciones con plasma-mordentado en la microelectrónica, en metales con óxido superficial así como en plásticos con mala adhesión (como el PTFE) son Silicio, SiO2 y Si4N3.

- Datos: Q6024029